# بيز ألبيرس
بيز ألبيرس (بالإنجليزية: Piz Albris)‏ هو أحد جبال سلسلة جبال الألب ليفينغو ويقع في كانتون غراوبوندن في سويسرا. يحتل المرتبة رقم 153 في قائمة جبال سويسرا من حيث الارتفاع، إذ يبلغ ارتفاعه حوالي 3166 متر، بينما يبلغ ارتفاع نتوء الجبل 318 متر.